# Schwarzer Laos-Skorpion
Der Schwarze Laos-Skorpion (Heterometrus laoticus) ist Skorpion aus der Familie der Scorpionidae. Er ist ein einfarbig schwarzer, matt- oder glänzender Skorpion, dessen Scherenhände groß und kräftig sind. Er gehört mit etwa 15 cm zu den größten Skorpionen. Er lebt im tropischen Regenwald von Südostasien.
Der Schwarze Laos-Skorpion bevorzugt tropisch feuchte sowie Trockenwälder und deren Randgebiete. Er kommt auch an bewaldeten Hügeln und Abhängen vor. Er lebt unter umgestürzten Bäumen, unter loser Rinde, in Baumhöhlen, zwischen Wurzeln und im Falllaub, nutzt natürliche Löcher oder gräbt selbst tiefe Bauten z. B. unter Steinen oder Baumwurzeln.
Der Schwarze Laos-Skorpion zählt zu den gering giftigen Skorpionen, deren Stich zwar schmerzt, aber keine systemischen Wirkungen verursacht (vergleichbar mit einem Bienenstich). Er ist einer der wenigen Skorpione, die auch in einer Gruppe leben, welche aber nur ein Männchen erlauben.